# Gustav Adolph von Dassel

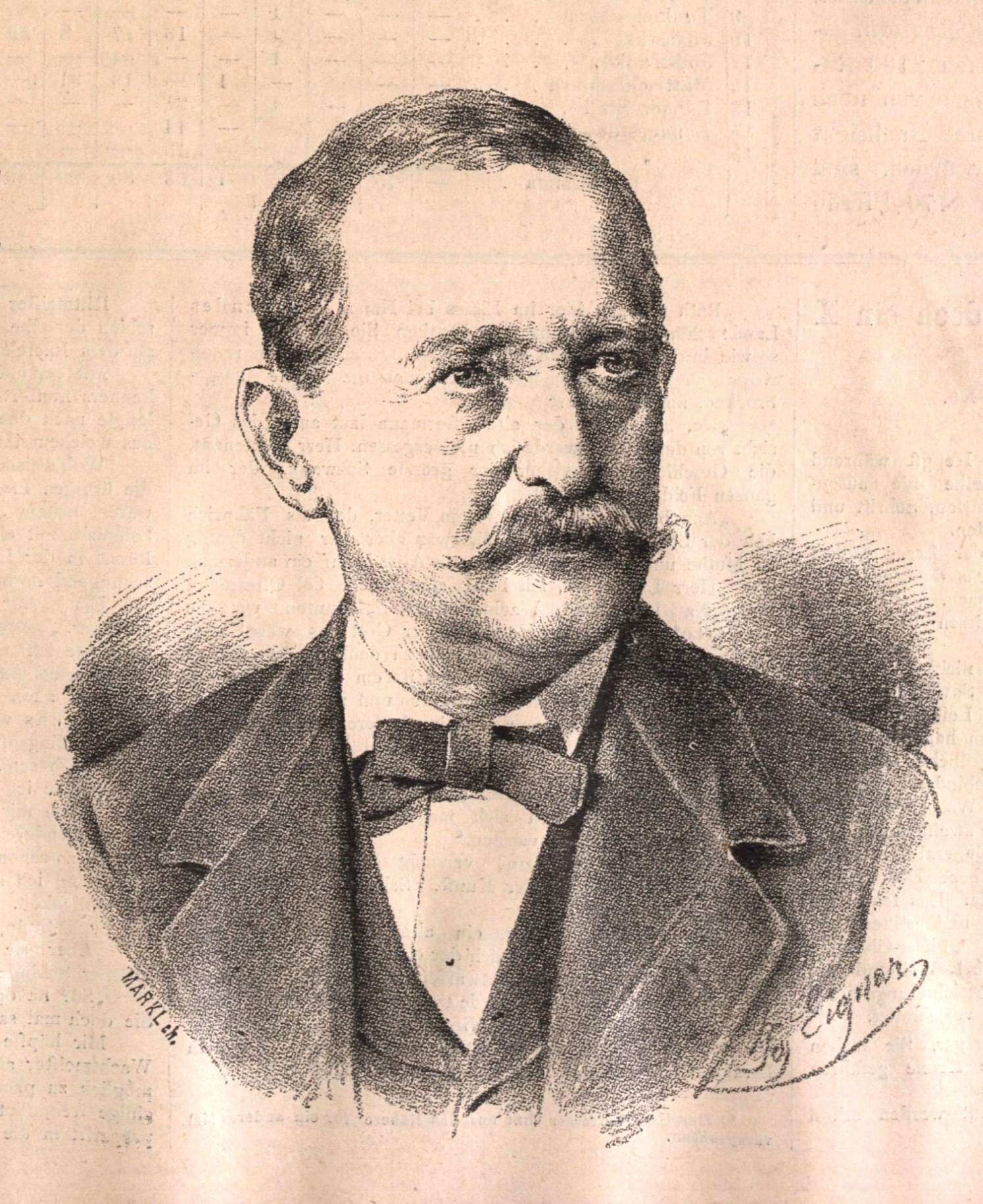
Gustav Adolph von Dassel, 1878

Gustav Adolph von Dassel (* 24. Februar 1816 in Neu Belz, Kreis Fürstenthum; † 17. April 1894 in Berlin) war ein Landstallmeister am Hauptgestüt Trakehnen.

## Leben
Er stammte aus dem Hause Dassel (Patriziergeschlecht). Im Anschluss an Stationen beim Militär brachte er es zum Landstallmeister in Trakehnen. In dieser Position wirkte er von 1864 bis 1888. Er wurde Nachfolger von Friedrich Ernst August von Schwichow.
In den ersten Jahren kreuzte er Hannoveraner und Anglo-Normannen in die reinblütige Reihe ein. Das züchterische Ergebnis verfehlte die Erwartungen jedoch klar, so dass er wieder zu der reinblütigen Stammfolge zurückkehrte. Die dann von ihm eingesetzten Pferde der Rasse Englisches Vollblut begründeten eine erfolgreiche Linie.

## Familie
Am 8. Oktober 1847 heiratete er Elise Bandemer (1824–1901), die später mit dem Verdienstkreuz für Frauen und Jungfrauen ausgezeichnet wurde. Das Ehepaar hatte sechs Kinder:
- Hanno Werner Traugott (1850–1918)
- Asta (1852–1932)
- Paul (1853–1896)
- Martha (1857–1944)
- Johannes (1863–1928)
- Wilfried (geb. 20. Mai 1867, gest. 30. September 1914), war Leibpage des späteren Kaisers Wilhelm II. und musste diesen als Offizier öfters begleiten, z. B. beim Tennisspiel in Kassel.